# Lemmer
Lemmer (westfriesisch De Lemmer) ist ein niederländischer Ort am Rande des IJsselmeers mit 10.355 Einwohnern. Er gehört zur Gemeinde De Friese Meren (westfriesisch De Fryske Marren). Lemmer ist einer von Frieslands bedeutendsten Wassersportorten und hat eine Zentrumsfunktion für den Süden der Provinz Friesland. Lemmer liegt im Lemsterland (Name einer ehemaligen Gemeinde, in der Lemmer lag) – einem wasserreichen Gebiet mit vielen Seen – neben dem IJsselmeer zum Beispiel noch Tjeukemeer und Groote Brekken. Diese sind für viele Formen von Wasser- und Angelsport geeignet.
Eislaufen ist in Lemmer Volkssport. Wenn sich strenge Fröste ankündigen, werden große Parkplätze geflutet und bilden dann – zusammen mit den zugefrorenen Grachten – große Eislaufbahnen.
Auch Segeln ist in Lemmer Volkssport, mit vielen Segelschulen.

## Geschichte

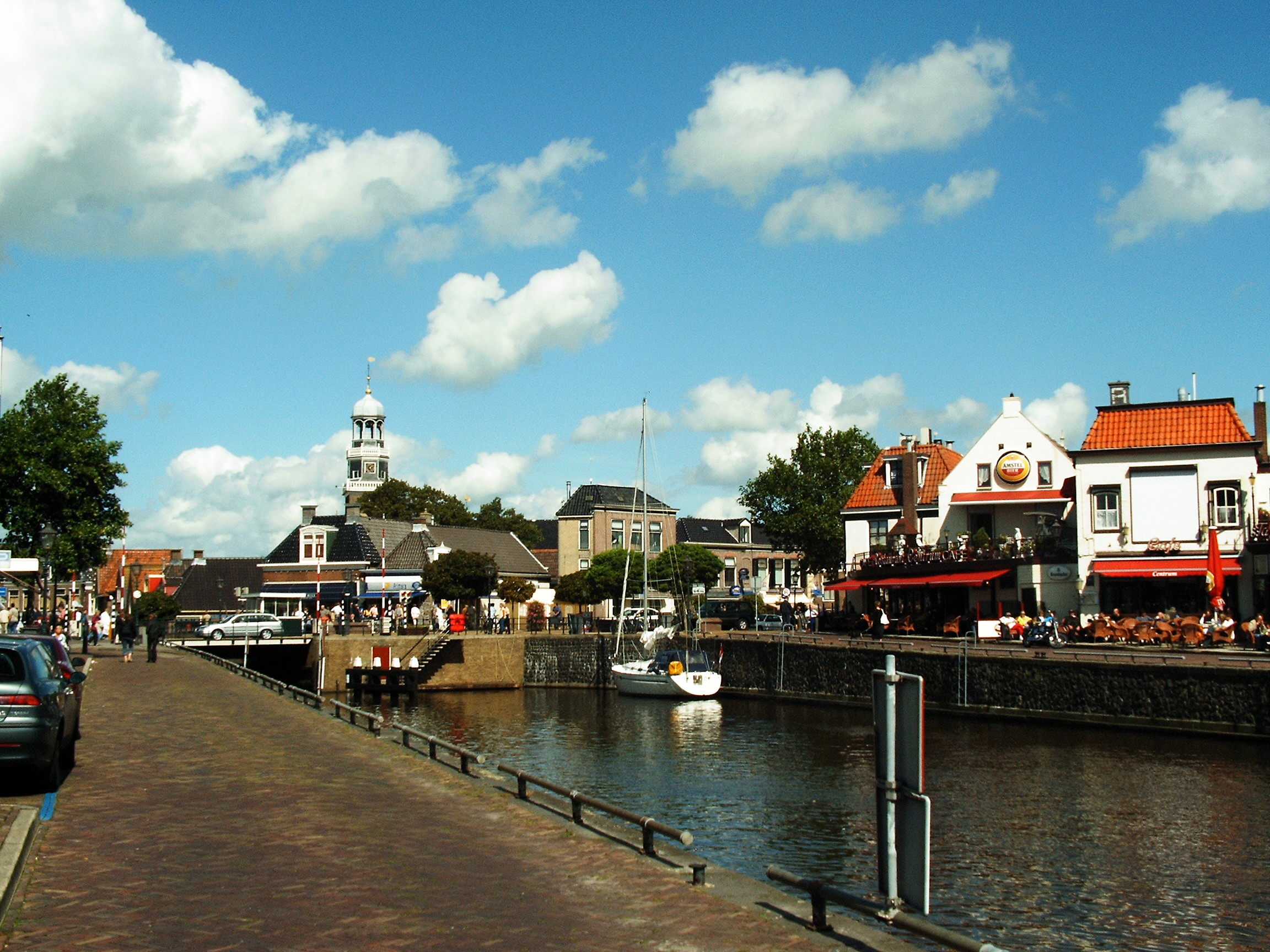
Lemmer – kleine Hafenstadt am IJsselmeer

Die ersten Bewohner von Lemmer siedelten vermutlich am Zusammenfluss von Rien und Zijlrode. Der genaue Zeitpunkt ist nicht bekannt. Namentlich wurde Lemmer zu Beginn des 14. Jahrhunderts erwähnt. Bereits 1228 gehörte es als Lenna zum Erzbistum Utrecht. Später wurde vermutlich der Name mit dem Namen Lammerbroeke vermischt. Dieser Name wurde bereits 1165 als früherer Name von Lemsterhoek erwähnt, einer kleinen Festung, die westlich des heutigen Ortes Lemmer lag. Im Jahr 1400 wurde diese von den Holländern, den Bewohnern westlich der Zuiderzee, dem heutigen IJsselmeer, verwüstet. Wiederaufgebaut wurde der Ort nicht, aber er und sein Name sind vor allem bei Seeleuten und Fischern bekannt. Weitere Namen sind bekannt, darunter Lyamer.
Lemmer lag an einem gefährdeten Platz und wurde mehrfach, zum Beispiel 1197, unter holländischen Einfluss gebracht. 1422 baute Jan van Beieren („Jan ohne Gnade“), der von den Schieringern als Beschützer nach Friesland gerufen worden war, eine Burg. Auch Karl von Egmond, Herzog von Geldern, bemühte sich um Friesland und ließ 1521 in Lemmer ein Blockhaus als Unterkunft für eine Garnison bauen. Zwei Jahre später überließ er es den Burgundern. 1581 nahm Lemmer einen Liniendienst über die Zuiderzee mit Holland auf. Im 17. und 18. Jahrhundert war Lemmer der Heimathafen der niederländischen Handelsschiffe, die die Ostsee befuhren. 
1799 landeten britische Truppen im englisch-französischen Krieg in Lemmer und besetzten den Ort für einige Zeit. 1825 brach der Deich an mehreren Stellen. Viele Häuser wurden verwüstet.
Im 19. Jahrhundert gehörte Lemmer zu den bedeutendsten Fischereihäfen der Niederlande und hatte zeitweise eine Flotte von mehr als 140 Schiffen. Die Lemster Aak ist der Typ eines historischen Plattboden-Segelschiffs und kommt aus Lemmer. Die Segeljacht von Prinzessin Beatrix, De Groene Draak, ist eine Lemster Aak. Mit dem Bau des Abschlussdeichs und der Einpolderung von Flevoland schwand die Bedeutung in der Fischerei. Heute hat Lemmer eine Zentrumsfunktion für das südliche Friesland und den nördlichen Teil Flevolands. Aufgrund der Lage am Ende des Prinses-Magriet-Kanals und der Nähe zum IJsselmeer hat der Wassersporttourismus heute eine große Bedeutung. Jedes Jahr wird die Lemsterweek mit einer Reihe von Veranstaltungen durchgeführt. Sie zieht bis zu 85.000 Menschen an.

## Galerie

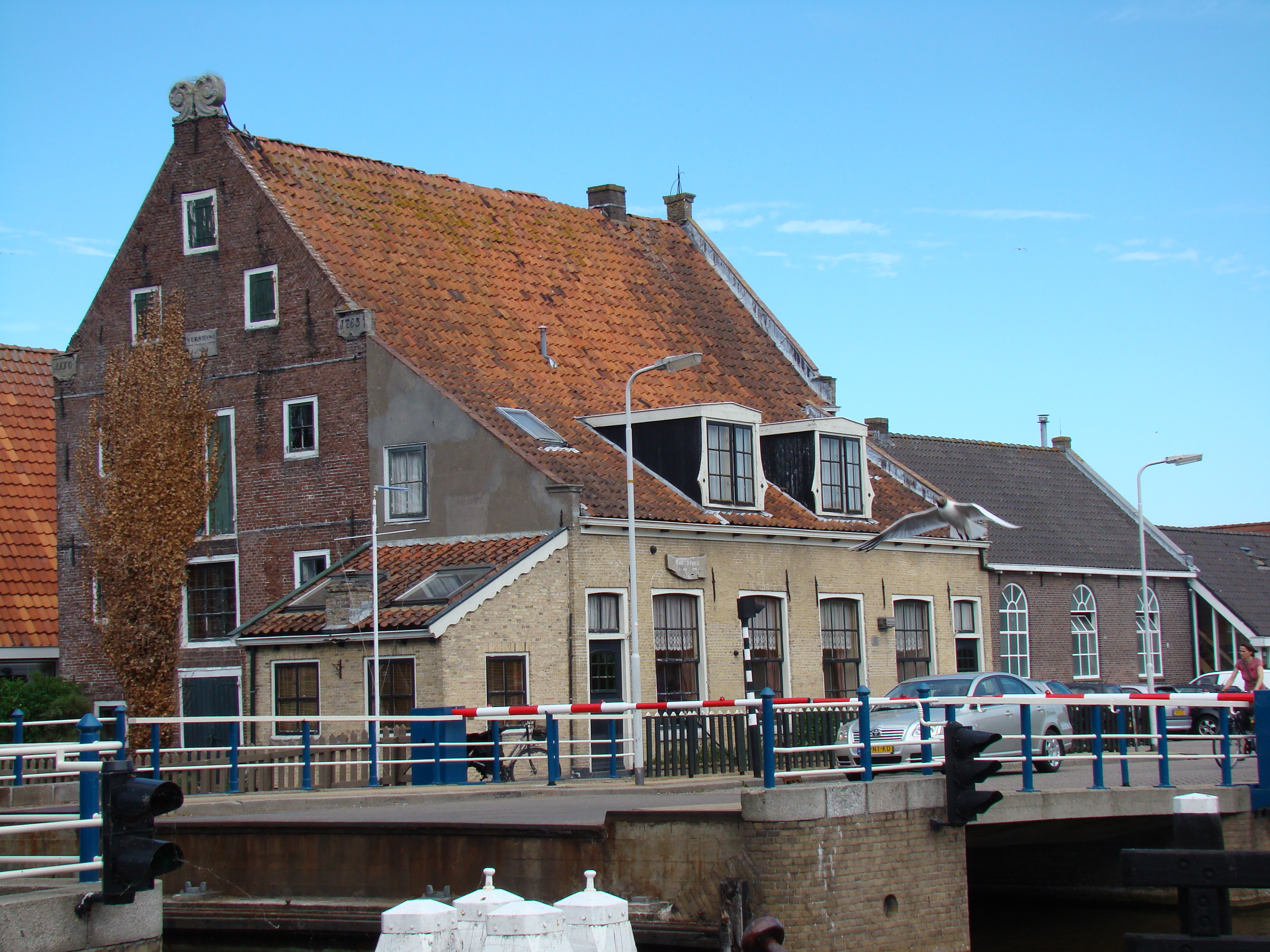
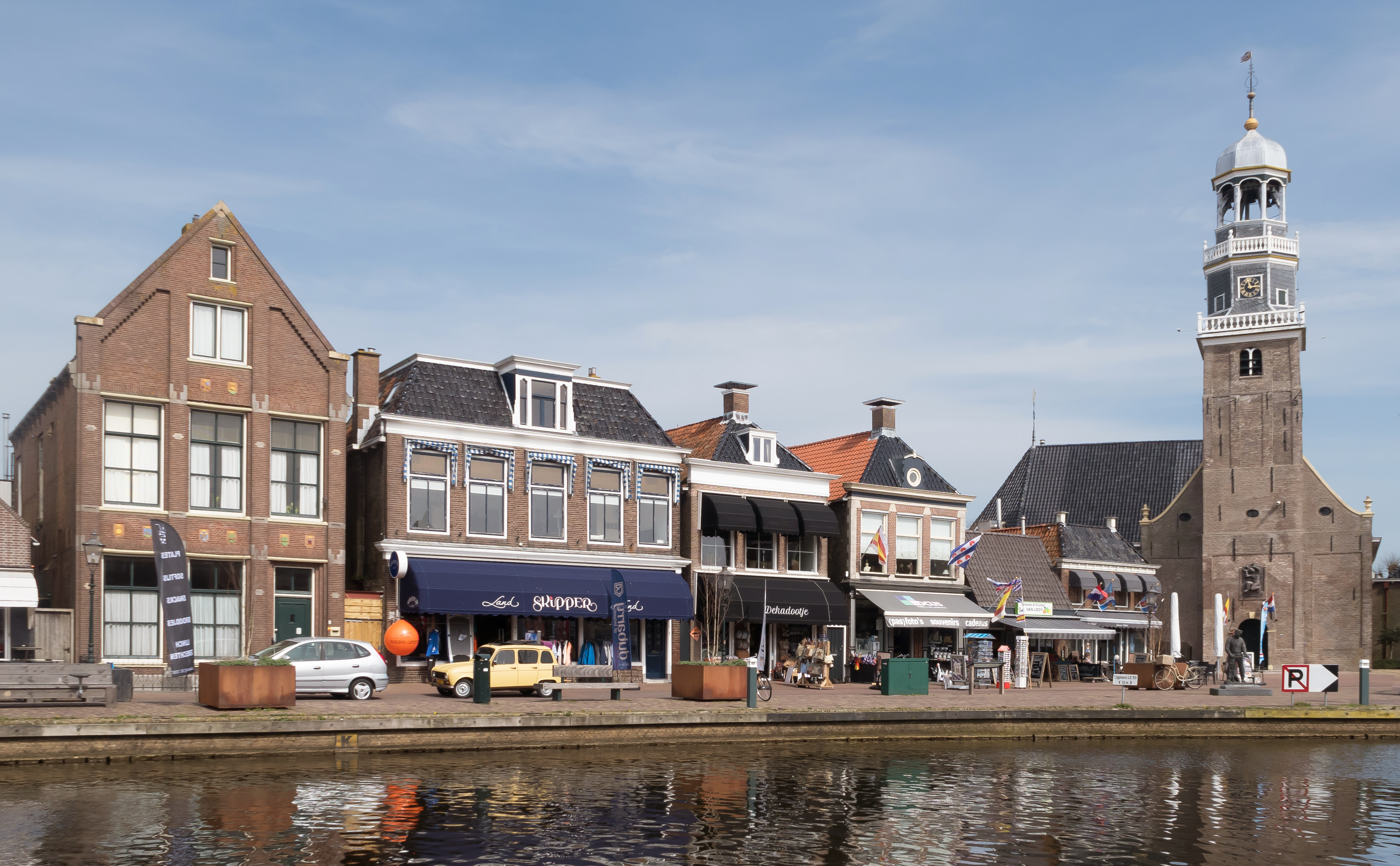
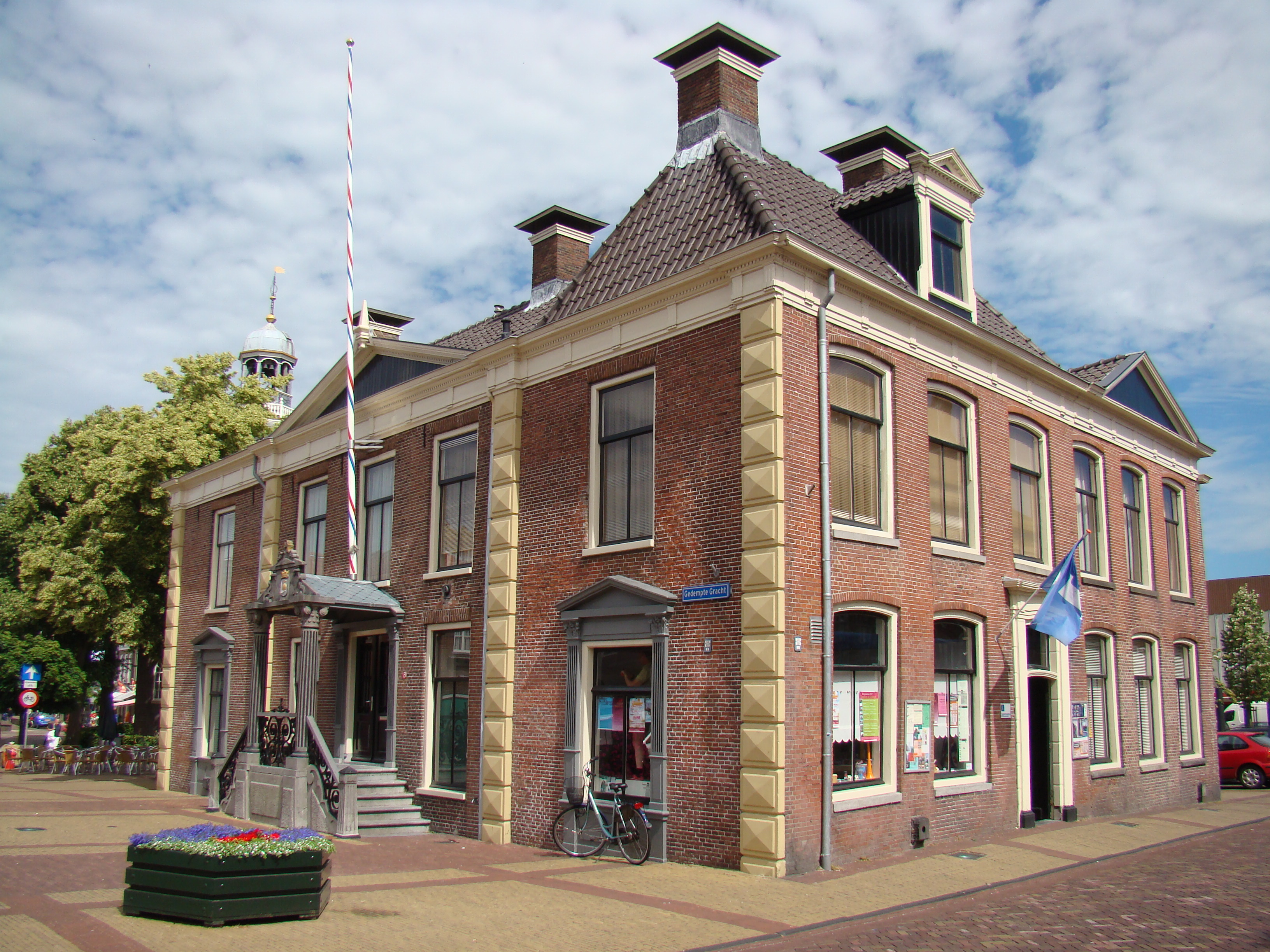
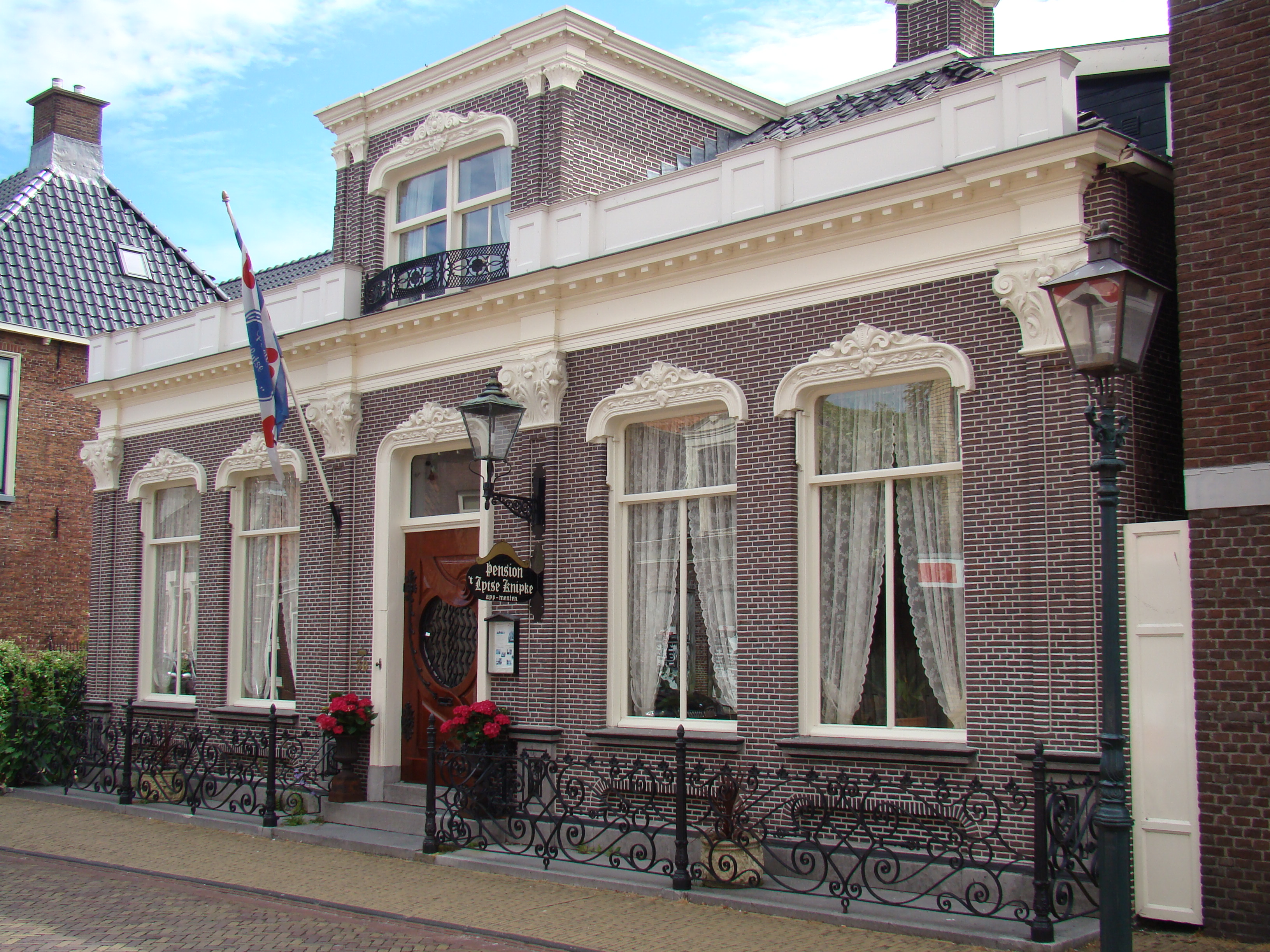
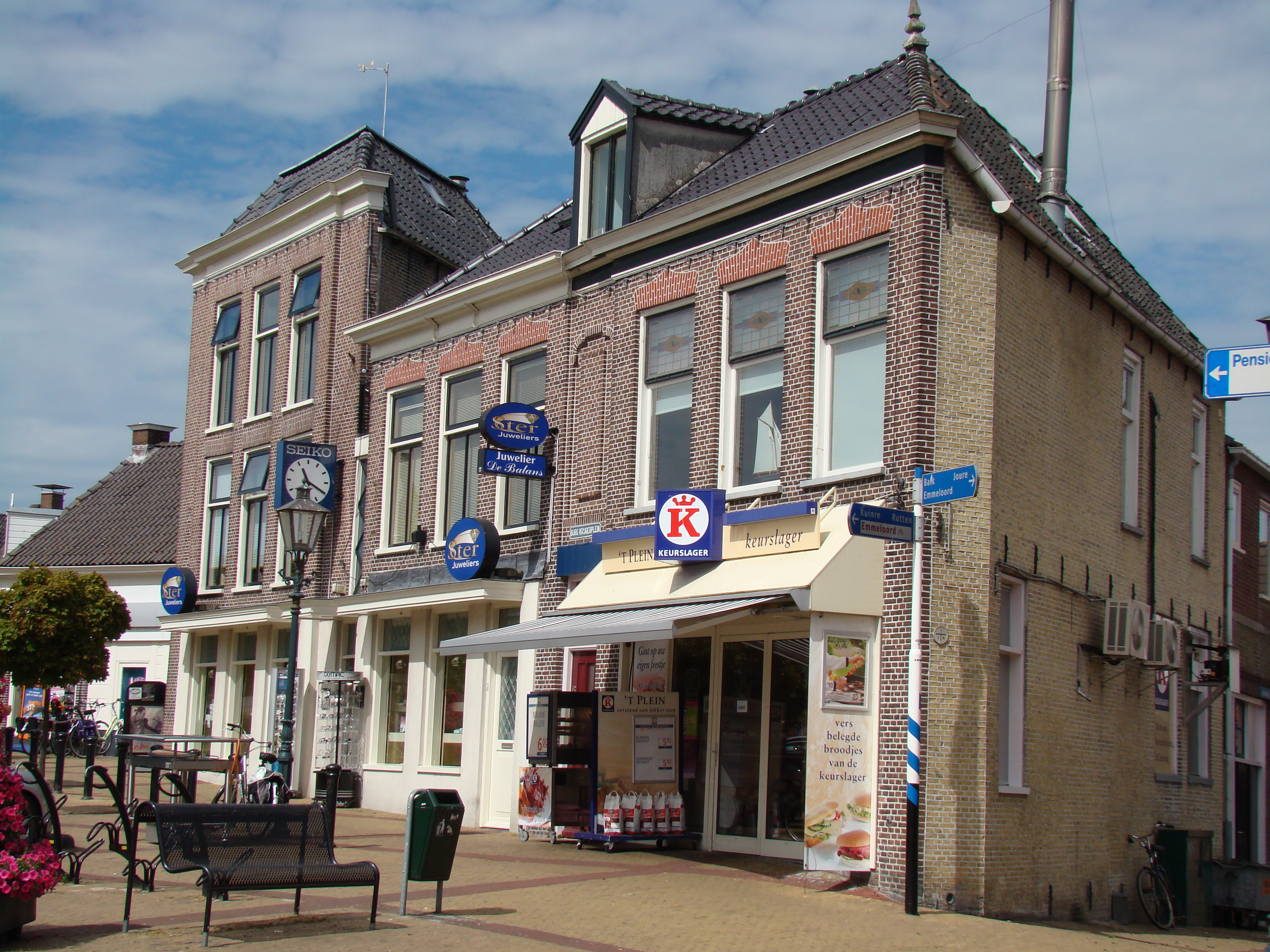
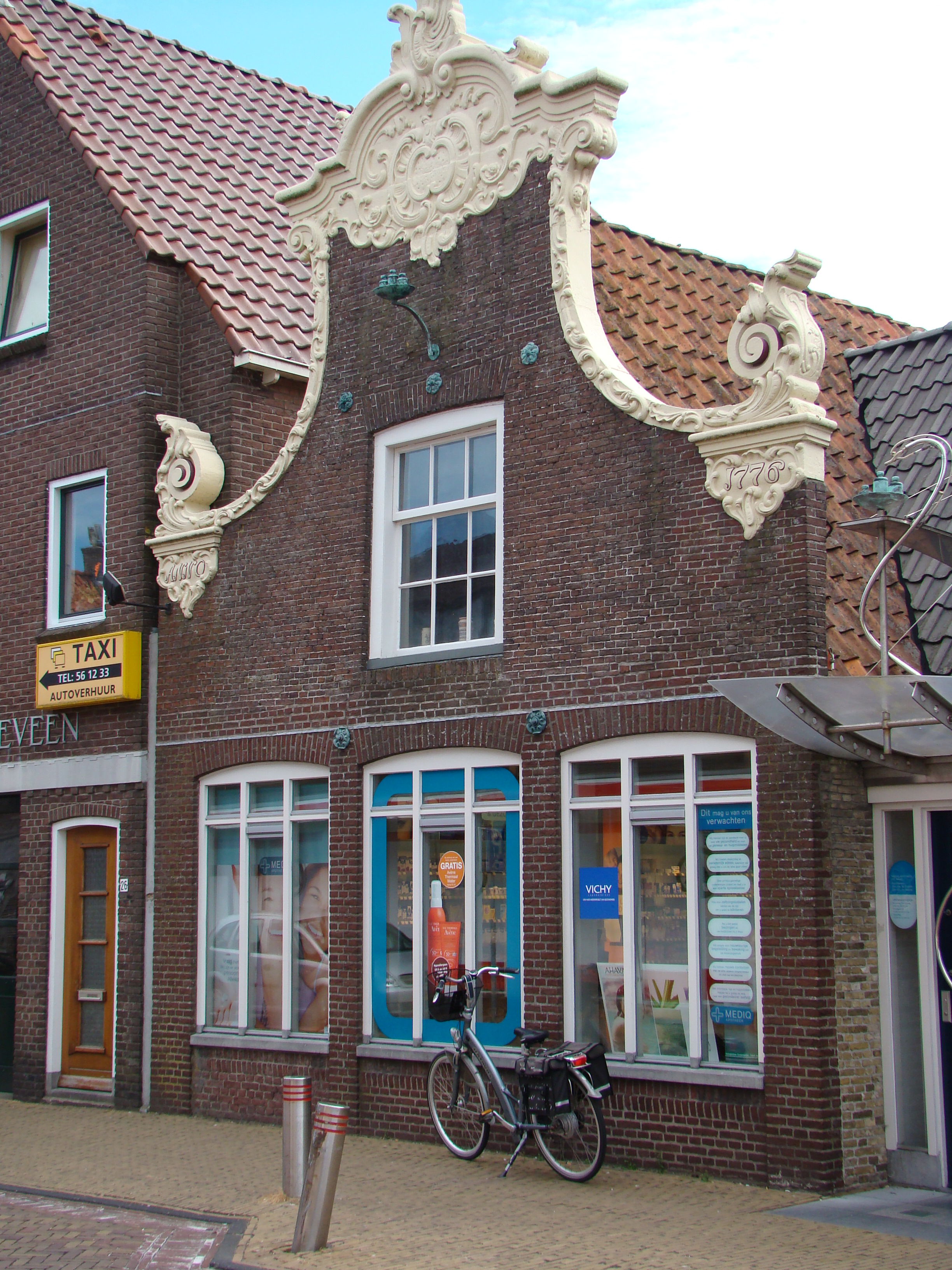
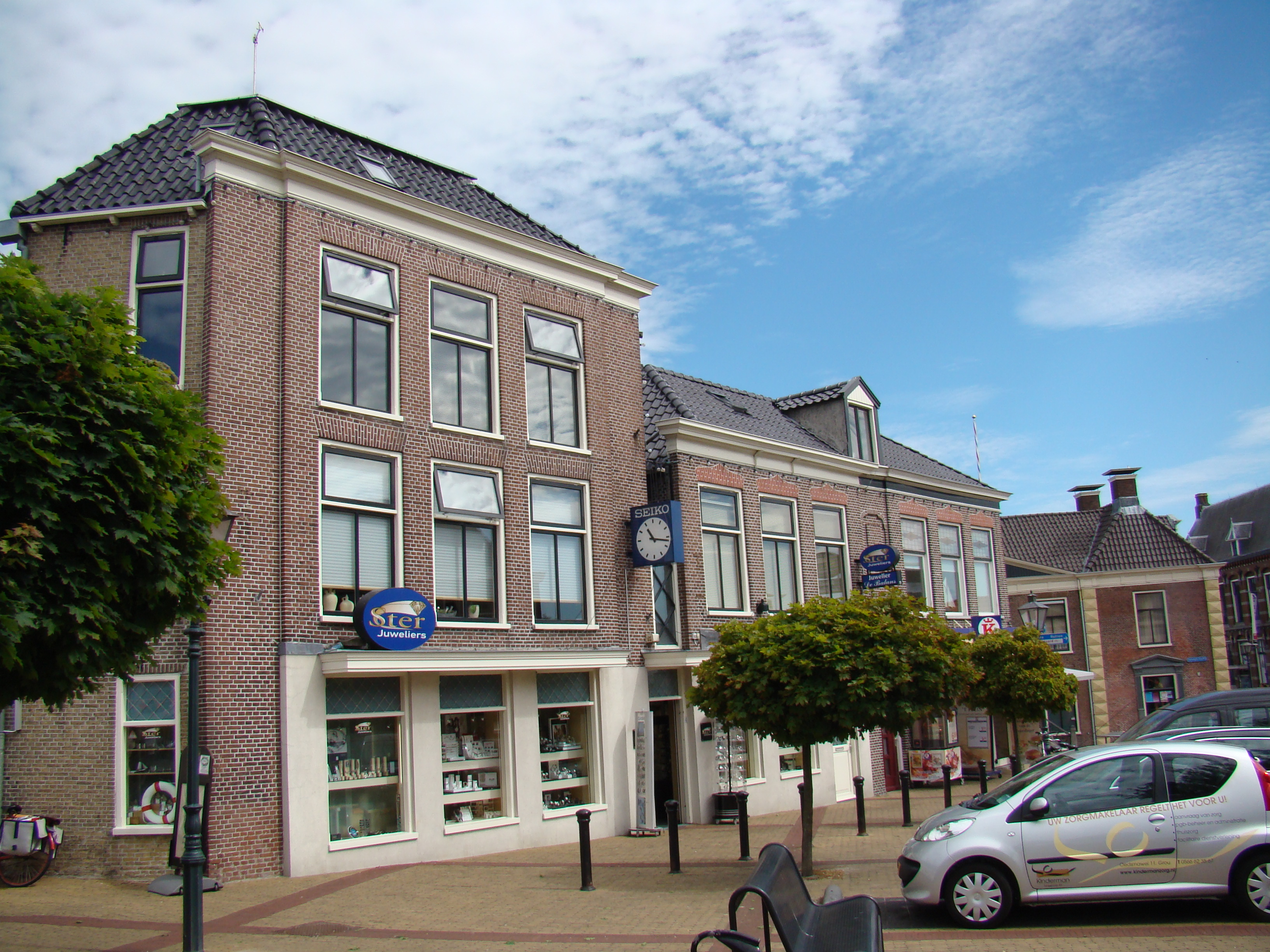
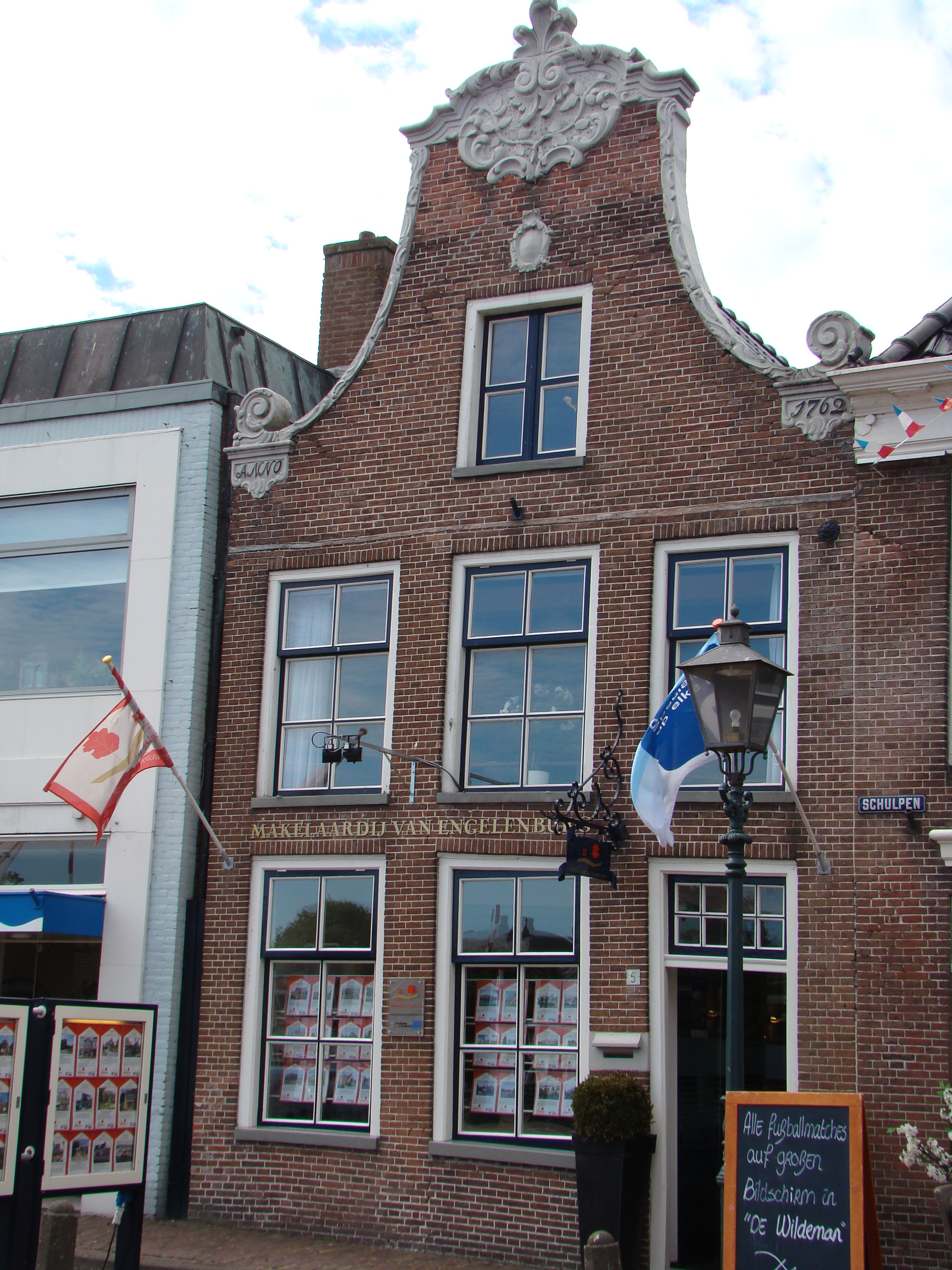
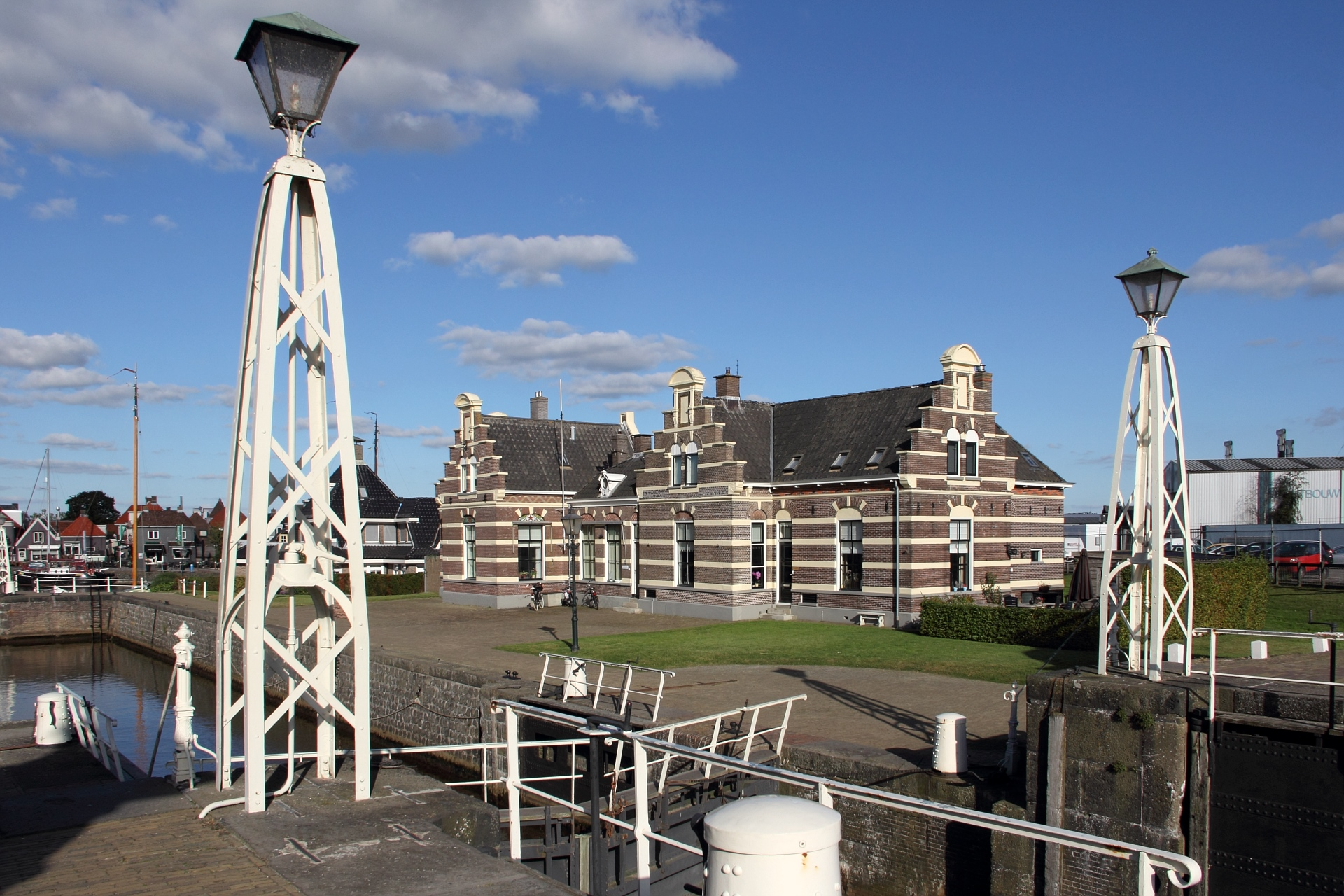
Lemstersluis

## Sehenswertes
- das Woudagemaal – das einzige noch funktionstüchtige Dampfschöpfwerk der Welt. Es steht auf der Liste der UNESCO als Weltkulturerbe.
- Hafen mit extrem enger Einfahrt
- bewegliche Brücke über der Hafeneinfahrt
- Schleuse „Lemstersluis“
- Industrieschleuse „Prinses Margrietsluis“
- Segelsportregatten, u. a. das „Skûtsjesilen“ (siehe: Friesland)
- Der Sandstrand am IJsselmeer wurde 2002 erneuert
- Indian Motorradmuseum, Kadijk 23

## Söhne und Töchter des Orts
- Sietze Douwes van Veen (1856–1924), Kirchenhistoriker
- Roelof Klein (1877–1960), Ruderer und Olympiasieger
- Jan Pen (1921–2010), Wirtschaftswissenschaftler
- Pieter Verhoeff (* 1938), Filmregisseur
- Sybe Schaap (* 1946), Politiker
- Jack de Vries (* 1968), Politiker
- Rintje Ritsma (* 1970), Eisschnellläufer
- Wieteke Cramer (* 1981), Eisschnellläuferin
- Epke Zonderland (* 1986), Turner und Olympiasieger